# Cobratossina
La α-cobratossina è una neurotossina presente nel veleno di alcuni serpenti del genere Naja, come N. atra e N. siamensis. Agisce come antagonista  del recettore dell'acetilcolina. La dose letale nei topi è di 4 microgrammi per chilogrammo di peso.